# Marco Larsen
Marco Tejmer Larsen (Ringsted, 15 maggio 1993) è un ex calciatore danese, di ruolo centrocampista.

## Carriera
Cresciuto nei settori giovanili di Køge BK e Midtjylland, ha debuttato con la prima squadra dei lupi il 12 marzo 2012, nella partita di Superligaen vinta per 4-1 contro l’Horsens. Resta con i rossoneri per altre quattro stagioni, in cui vince il primo storico titolo con la squadra di Herning.
Il 14 gennaio 2016 passa in prestito al Vejle; rientrato al Midtjylland, il 13 dicembre si trasferisce, sempre a titolo temporaneo all’HB Køge. Fortemente condizionato da vari infortuni avuti nel corso degli anni, dopo essersi preso un periodo di pausa, il 28 dicembre 2017 annuncia il proprio ritiro, a soli 24 anni, dal calcio giocato.

## Statistiche

### Presenze e reti nei club
Statistiche aggiornate al 28 dicembre 2017.
| Stagione           | Squadra            | Campionato         | Campionato | Campionato | Coppe nazionali | Coppe nazionali | Coppe nazionali | Coppe europee | Coppe europee | Coppe europee | Altre coppe | Altre coppe | Altre coppe | Totale | Totale |
| Stagione           | Squadra            | Comp               | Pres       | Reti       | Comp            | Pres            | Reti            | Comp          | Pres          | Reti          | Comp        | Pres        | Reti        | Pres   | Reti   |
| ------------------ | ------------------ | ------------------ | ---------- | ---------- | --------------- | --------------- | --------------- | ------------- | ------------- | ------------- | ----------- | ----------- | ----------- | ------ | ------ |
| 2011-2012          | Midtjylland        | SL                 | 1          | 0          | CD              | -               | -               | UEL           | -             | -             | -           | -           | -           | 1      | 0      |
| 2012-2013          | Midtjylland        | SL                 | 13         | 1          | CD              | 2               | 3               | UEL           | 1             | 0             | -           | -           | -           | 16     | 4      |
| 2013-2014          | Midtjylland        | SL                 | 24         | 5          | CD              | 1               | 0               | -             | -             | -             | -           | -           | -           | 25     | 5      |
| 2014-2015          | Midtjylland        | SL                 | 10         | 1          | CD              | 2               | 1               | UEL           | 1             | 0             | -           | -           | -           | 13     | 1      |
| 2015-gen. 2016     | Midtjylland        | SL                 | 7          | 0          | CD              | 2               | 1               | UCL+UEL       | 3+1           | 0             | -           | -           | -           | 13     | 1      |
| gen.-giu. 2016     | Vejle              | 1.D                | 8          | 0          | CD              | -               | -               | -             | -             | -             | -           | -           | -           | 8      | 0      |
| 2016-gen. 2017     | Midtjylland        | SL                 | 1          | 0          | CD              | 0               | 0               | UEL           | 1             | 0             | -           | -           | -           | 2      | 0      |
| Totale Midtjylland | Totale Midtjylland | Totale Midtjylland | 56         | 7          |                 | 7               | 5               |               | 7             | 0             |             | -           | -           | 70     | 12     |
| gen.-giu. 2017     | HB Køge            | 1.D                | 11         | 1          | CD              | 1               | 0               | -             | -             | -             | -           | -           | -           | 12     | 1      |
| Totale carriera    | Totale carriera    | Totale carriera    | 75         | 8          |                 | 8               | 5               |               | 7             | 0             |             | -           | -           | 90     | 13     |

## Palmarès

### Club

#### Competizioni nazionali
- Campionato danese: 1

Midtjylland: 2014-2015